# 브라이스 멘데스
브라이스 멘데스 포르텔라 (Brais Méndez Portela, 1997년 1월 7일 ~ )는 스페인의 축구 선수이며, 레알 소시에다드에서 공격형 미드필더로 뛰고 있다.